# Alcazarén
Alcazarén es un municipio de la provincia de Valladolid en la comunidad de Castilla y León, España. Su nombre de origen árabe al-qasrayn significa "los dos alcázares". Tiene una superficie de 48,04 km² y su perímetro mide 33,51 km y está situada en la denominada Tierra de Pinares. Es una localidad atravesada por el Camino de Santiago de Madrid, siendo el final de la etapa que parte de Coca.

## Geografía
Forma parte de la comarca de Tierra de Pinares y se sitúa a 35 kilómetros de la capital vallisoletana por la N-601. Está a 741 metros sobre el nivel del mar. Por el sur y el oeste del municipio discurre el río Eresma. Al noreste se levanta una pequeña meseta a mayor altura por la que discurre el río Cega. 
El pueblo cuenta con terrenos ricos en pinares y viñedos (D.O. Rueda) en los que, además, se cultivan cereales y varios tipos de tubérculos. La principal actividad económica procede de la explotación del sector agrícola, aunque también cuenta con pequeñas industrias.
| Noroeste: Matapozuelos        | Norte: Mojados | Noreste: Megeces                      |
| Oeste: Hornillos de Eresma    |                | Este: Pedrajas de San Esteban, Olmedo |
| Suroeste: Hornillos de Eresma | Sur: Olmedo    | Sureste: Olmedo                       |

## Demografía

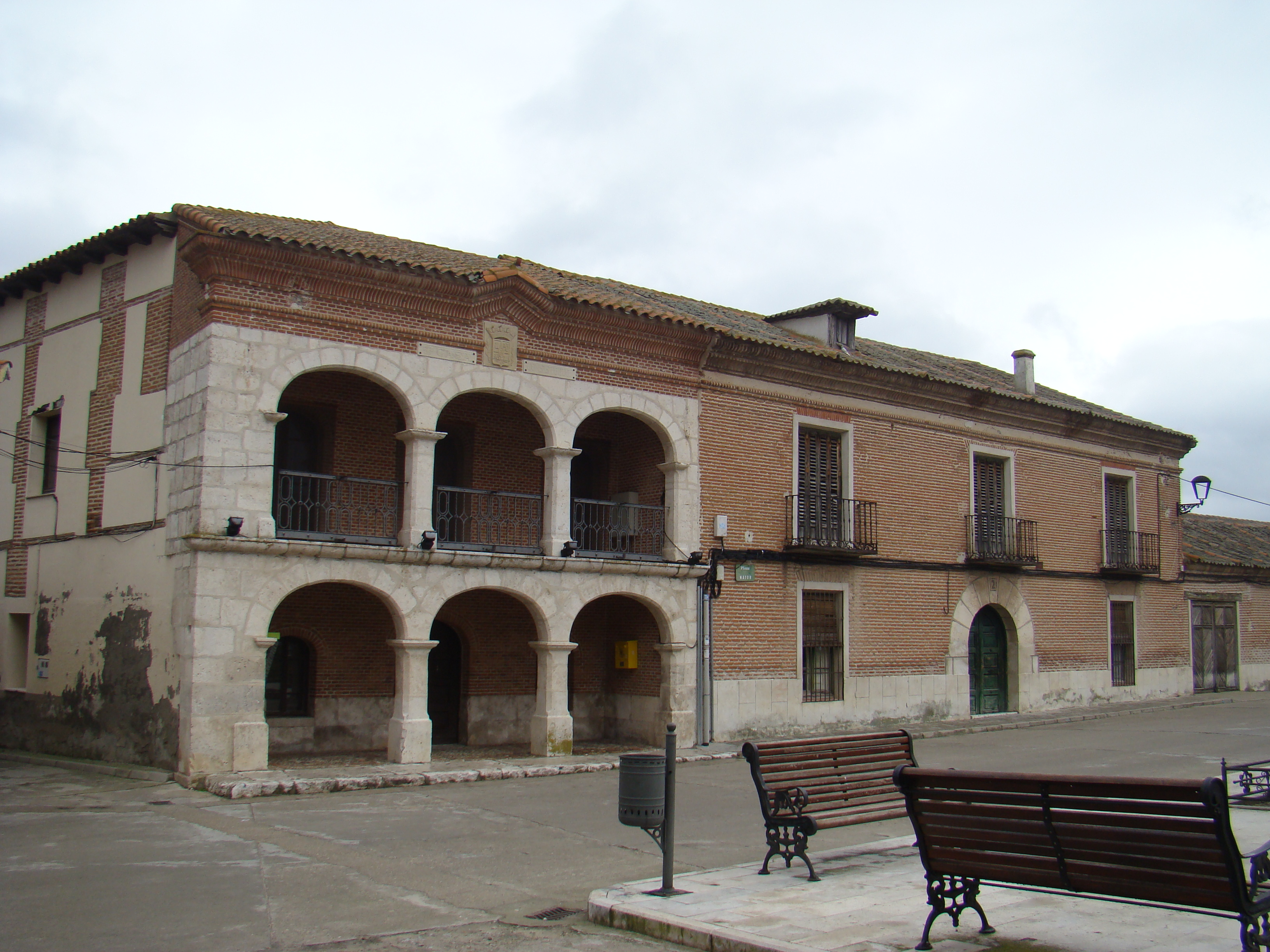
Casa consistorial

Cuenta con una población de 614 habitantes (INE 2024).
| Gráfica de evolución demográfica de Alcazarén entre 1842 y 2021                                                       |
| |
| Población de derecho según los censos de población del INE. Población de hecho según los censos de población del INE. |

## Economía
Alcazarén es un pueblo con una economía puramente agrícola cuyos trabajadores se desplazan en muchos casos a trabajar de forma permanente o estacional a los municipios vecinos de Íscar, Pedrajas de San Esteban, Olmedo, y a la ciudad de Valladolid.
De las 4.810 Ha que ocupa la superficie del término de Alcazarén, un 33 % (1600 Ha aprox.) está ocupado por terrenos forestales, de los que alrededor de 800 ha son de propiedad municipal.
Los principales cultivos han sido tradicionalmente el trigo, cebada, centeno y algo de patata y de remolacha. En los últimos años ha aumentado, en mayor medida, la remolacha, patata y zanahoria, disminuyendo el trigo y centeno.
Los viñedos de Alcazarén, situados en zonas de gravera, pertenecen a la denominación de origen Rueda.

## Símbolos
El escudo heráldico que representa al municipio se define a partir del siguiente blasón aprobado el 27 de septiembre de 1991:

«De gules, dos torres de oro aclaradas de azul sobre ondas, acompañadas en jefe de una llave arábiga de plata puesta en palo. El Escudo va timbrado con la Corona Real Española.»
Boletín Oficial de Castilla y León nº 193 de 08 de octubre de 1991

La descripción de la bandera municipal, aprobada el 11 de enero de 1995 es la siguiente:

«Bandera de Alcazarén. Bandera cuadrada, de proporción 1:1, formada por dos franjas horizontales de igual anchura, roja la superior y azul la inferior, y en su centro el escudo municipal, en sus colores.»
Boletín Oficial del Estado nº 32 de 07 de febrero de 1995

## Cultura

### Patrimonio

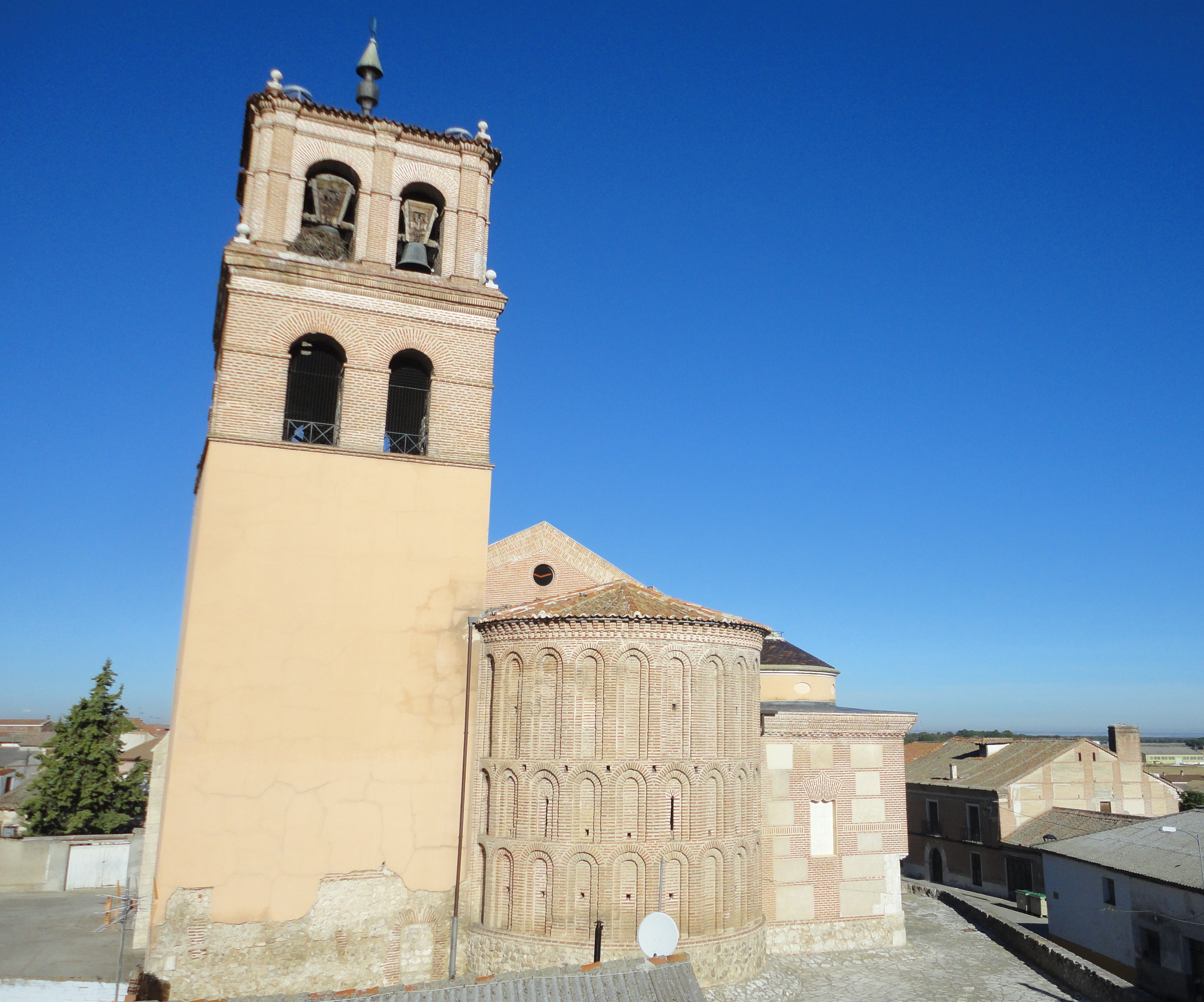
Iglesia de Santiago Apóstol (Alcazarén)

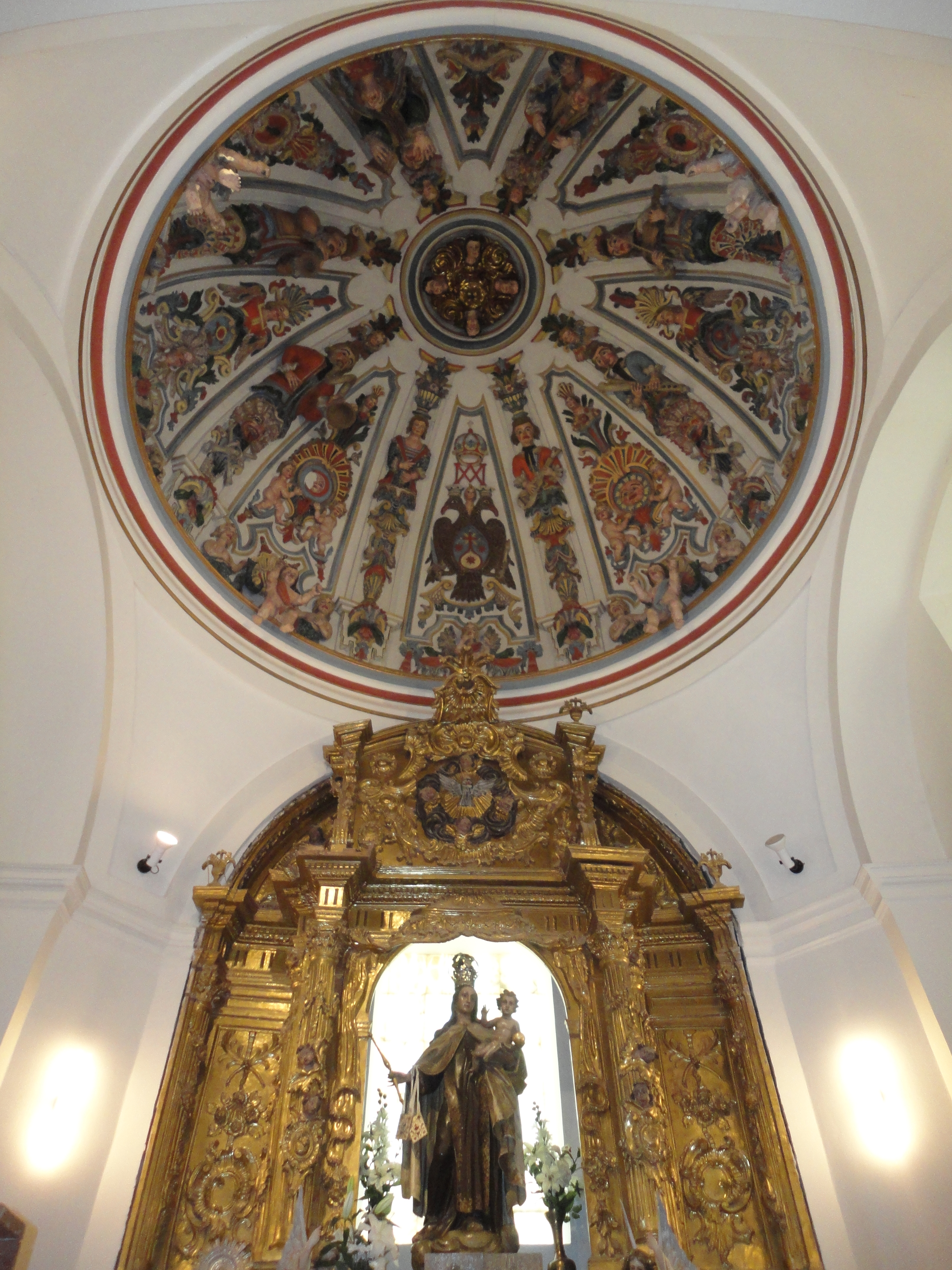
Capilla de la Virgen del Carmen

Cuenta con algunos de los restos románico-mudéjares más interesantes del sur de Valladolid, que se pueden datar en un muy avanzado siglo XIII. Son las dos iglesias mudéjares de Iglesia de Santiago Apóstol que fue declarada bien de interés cultural y San Pedro. La iglesia de San Pedro tiene una maqueta a escala en el Parque temático Mudéjar de Olmedo.
Actualmente sólo la Iglesia de Santiago Apóstol está abierta al culto, ya que la iglesia de San Pedro es utilizada con fines culturales, como actuaciones teatrales o espectáculos en verano. Esta última permaneció en ruinas durante muchos años. Recientemente pasó por un proceso de restauración en el que se conservó el ábside y la torre. Es uno de los más importantes monumentos medievales de la provincia de Valladolid, dada su originalidad y dimensiones.
En el interior del ábside de la Iglesia de Santiago, se conservan restos de frescos de estilo gótico datados en el tránsito del siglo XIV al XV. La capilla de la Virgen del Carmen, del siglo XVIII, cuenta con yeserías polícromas de original diseño, dada su influencia hispanoamericana. La verdadera peculiaridad de las mismas reside en las figuras de músicos que forman los estípites animados.

### Fiestas y tradiciones
- 25 de julio, Santiago Apóstol, patrón de la Villa. Se realiza una procesión por las calles acompañados de dulzaineros.
- 8 de septiembre, Virgen de la Vega, procesión donde las mujeres portan la venerada imagen,
- A finales de octubre, Feria de Luis Candelas, se realiza una recreación histórica de la vida del bandolero.

## Medios de comunicación
Hasta Alcazarén llegan periódicos como El Norte de Castilla, el más leído en la provincia. En televisión los canales autonómicos Castilla y León Televisión y La Ocho gozan de audiencia, aunque más baja que las generalistas. También existe un canal por internet de información local, Televisión Alcazarén.